# Two Tribes B.V.
Two Tribes B.V. is een Nederlandse computerspelontwikkelaar uit Amersfoort; eerder was het bedrijf gevestigd in Harderwijk. Het bedrijf ontwikkelt zowel eigen spellen als spellen onder licentie. Het maakt voornamelijk computerspellen voor Nintendo-consoles en mobiele telefoons.
Two Tribes B.V., de gamestudio, ging in januari 2014 failliet, voornamelijk vanwege tegenvallende verkopen van Toki Tori 2. De uitgeverstak, onder de naam Two Tribes B.V. Publishing, dat de games uitgeeft en de contracten beheert, bleef echter gewoon bestaan. Voor de ontwikkeling van toekomstige titels werd een nieuwe dochtermaatschappij opgericht. Een van deze toekomstige titels werd ontwikkeld onder de werktitel RE:Wind en is later aangekondigd onder de officiële titel RIVE.

## Lijst van ontwikkelde spellen
| Jaar | Titel                                                | Platform                              | Opmerking                                         |
| ---- | ---------------------------------------------------- | ------------------------------------- | ------------------------------------------------- |
| 2001 | Toki Tori                                            | Game Boy Color                        | Capcom                                            |
| 2005 | Worms World Party                                    | mobiel                                | THQ Wireless/Nokia                                |
| 2006 | Garfield: A Tail of Two Kitties                      | Nintendo DS                           |                                                   |
| 2006 | ReWind                                               | Nintendo DS                           |                                                   |
| 2006 | Bonk's Return                                        | mobiel                                | Hudson Entertainment                              |
| 2006 | Monkeyball Minigolf                                  | mobiel                                | Sega Mobile                                       |
| 2007 | Worms Open Warfare 2                                 | DS                                    |                                                   |
| 2007 | Spongebob Squarepants: Creature from the Krusty Krab | mobiel                                | THQ Wireless                                      |
| 2007 | Golf Pro Contest 2                                   | mobiel                                | Blaze                                             |
| 2008 | Toki Tori                                            | Wii, iOS                              |                                                   |
| 2008 | Rubik's World                                        | Wii, DS                               |                                                   |
| 2009 | EDGE                                                 | iOS, Android, Steam, Windows, macOS   | i.s.m. Mobigame, extended levels los verkrijgbaar |
| 2010 | Toki Tori                                            | Steam, Windows, macOS                 |                                                   |
| 2010 | RUSH                                                 | Steam, Windows, macOS                 |                                                   |
| 2013 | Toki Tori 2                                          | Steam, Windows, macOS, Nintendo Wii U |                                                   |
| 2015 | RIVE                                                 | Steam, Windows, macOS, Nintendo Wii U |                                                   |